# قسم رادكان الريفي (مقاطعة تشناران)
قسم رادكان الريفي (بالفارسية: دهستان رادکان) هي منطقة ريفية تقع في قسم في إيران. يقدر عدد سكانها بـ 11,188 نسمة .